# Catálogo de estrellas PPM
El catálogo de estrellas PPM (del inglés: Positions and Proper Motions Catalogue) es un catálogo de estrellas; el sucesor del Catálogo SAO. 
Contiene las posiciones precisas y movimientos propios de 378.910 estrellas en todo el cielo en el sistema de coordenadas J2000 / Fundamental Katalog (FK5), está diseñado para representar lo más fielmente posible el sistema de coordenadas en el cielo de la Unión Astronómica Internacional (UAI - 1976), tal como se definen en el catálogo FK5.
Por lo tanto, el PPM es una extensión del sistema del FK5 a estrellas de densidades mayores y de magnitudes más débiles.